# الدوري الكرواتي الممتاز 2002–03
الدوري الكرواتي الممتاز 2002–03 (بالكرواتية: 1. HNL 2002./03.)‏ هو الموسم 12 من  الدوري الكرواتي الممتاز. أقيم خلال الفترة 27 يوليو 2002 وحتى 31 مايو 2003، وأشرف على تنظيمه اتحاد كرواتيا لكرة القدم، وكان عدد الأندية المشاركة فيه  12، وفاز فيه نادي دينامو زغرب.